# مقاطعة بوركي (داكوتا الشمالية)
بوركي (بالإنجليزية: Burke)‏ هي إحدى مقاطعات ولاية داكوتا الشمالية في الولايات المتحدة الأمريكية.

## أعلام
- فرنسيس د. ليون